# La Pica (San Martín de Porres)
Pour les articles homonymes, voir La Pica.
La Pica est la capitale de la paroisse civile de San Martín de Porres de la municipalité de Libertador de l'État d'Aragua au Venezuela.